# Herb gminy Świlcza
Herb gminy Świlcza – jeden z symboli gminy Świlcza, autorstwa Kamila Wójcikowskiego i Roberta Fidury, ustanowiony 11 marca 2024.

## Wygląd i symbolika
Herb przedstawia na tarczy w polu czerwonym srebrną szablę ze złotą rękojeścią, skrzyżowaną z złoto-srebrną rusznicą. Jest to nawiązanie do statutu wsi z 1628, zawierającego uregulowania dotyczące obronności wsi, czyli prawo do posiadania rusznicy i szabli przez mieszkańców.